# Фудбалска репрезентација Либије
Фудбалска репрезентација Либије је фудбалски тим који представља Либију на међународним такмичењима и под контролом је Фудбалског савеза Либије.
На Афричком купу нација су учествовали три пута. Најбољи пласман су остварили на Афричком купу нација 1982. када су освојили друго место.
Никада нису учествовали на Светском првенству.

## Резултати репрезентације

### Светско првенство
| 1930   | Није учествовала               | Није учествовала               | Није учествовала               | Није учествовала               | Није учествовала               | Није учествовала               | Није учествовала               | Није учествовала               |
| 1934   | Није учествовала               | Није учествовала               | Није учествовала               | Није учествовала               | Није учествовала               | Није учествовала               | Није учествовала               | Није учествовала               |
| 1938   | Није учествовала               | Није учествовала               | Није учествовала               | Није учествовала               | Није учествовала               | Није учествовала               | Није учествовала               | Није учествовала               |
| 1950   | Није учествовала               | Није учествовала               | Није учествовала               | Није учествовала               | Није учествовала               | Није учествовала               | Није учествовала               | Није учествовала               |
| 1954   | Није учествовала               | Није учествовала               | Није учествовала               | Није учествовала               | Није учествовала               | Није учествовала               | Није учествовала               | Није учествовала               |
| 1958   | Није учествовала               | Није учествовала               | Није учествовала               | Није учествовала               | Није учествовала               | Није учествовала               | Није учествовала               | Није учествовала               |
| 1962   | Није учествовала               | Није учествовала               | Није учествовала               | Није учествовала               | Није учествовала               | Није учествовала               | Није учествовала               | Није учествовала               |
| 1966   | Повукла се                     | Повукла се                     | Повукла се                     | Повукла се                     | Повукла се                     | Повукла се                     | Повукла се                     | Повукла се                     |
| 1970   | Није се квалификовала          | Није се квалификовала          | Није се квалификовала          | Није се квалификовала          | Није се квалификовала          | Није се квалификовала          | Није се квалификовала          | Није се квалификовала          |
| 1974   | Није учествовала               | Није учествовала               | Није учествовала               | Није учествовала               | Није учествовала               | Није учествовала               | Није учествовала               | Није учествовала               |
| 1978   | Није се квалификовала          | Није се квалификовала          | Није се квалификовала          | Није се квалификовала          | Није се квалификовала          | Није се квалификовала          | Није се квалификовала          | Није се квалификовала          |
| 1982   | Повукла се из квалификација    | Повукла се из квалификација    | Повукла се из квалификација    | Повукла се из квалификација    | Повукла се из квалификација    | Повукла се из квалификација    | Повукла се из квалификација    | Повукла се из квалификација    |
| 1986   | Није се квалификовала          | Није се квалификовала          | Није се квалификовала          | Није се квалификовала          | Није се квалификовала          | Није се квалификовала          | Није се квалификовала          | Није се квалификовала          |
| 1990   | Повукла се из квалификација    | Повукла се из квалификација    | Повукла се из квалификација    | Повукла се из квалификација    | Повукла се из квалификација    | Повукла се из квалификација    | Повукла се из квалификација    | Повукла се из квалификација    |
| 1994   | Дисквалификована због санкција | Дисквалификована због санкција | Дисквалификована због санкција | Дисквалификована због санкција | Дисквалификована због санкција | Дисквалификована због санкција | Дисквалификована због санкција | Дисквалификована због санкција |
| 1998   | Није учествовала               | Није учествовала               | Није учествовала               | Није учествовала               | Није учествовала               | Није учествовала               | Није учествовала               | Није учествовала               |
| 2002   | Није се квалификовала          | Није се квалификовала          | Није се квалификовала          | Није се квалификовала          | Није се квалификовала          | Није се квалификовала          | Није се квалификовала          | Није се квалификовала          |
| 2006   | Није се квалификовала          | Није се квалификовала          | Није се квалификовала          | Није се квалификовала          | Није се квалификовала          | Није се квалификовала          | Није се квалификовала          | Није се квалификовала          |
| 2010   | Није се квалификовала          | Није се квалификовала          | Није се квалификовала          | Није се квалификовала          | Није се квалификовала          | Није се квалификовала          | Није се квалификовала          | Није се квалификовала          |
| 2014   | Није се квалификовала          | Није се квалификовала          | Није се квалификовала          | Није се квалификовала          | Није се квалификовала          | Није се квалификовала          | Није се квалификовала          | Није се квалификовала          |
| 2018   | Није се квалификовала          | Није се квалификовала          | Није се квалификовала          | Није се квалификовала          | Није се квалификовала          | Није се квалификовала          | Није се квалификовала          | Није се квалификовала          |
| 2022   | Није се квалификовала          | Није се квалификовала          | Није се квалификовала          | Није се квалификовала          | Није се квалификовала          | Није се квалификовала          | Није се квалификовала          | Није се квалификовала          |
| Укупно | 0/21                           |                                |                                |                                |                                |                                |                                |                                |

### Афрички куп нација
| 1957 | Није учествовала      | 1976 | Није учествовала      | 1994 | Није учествовала      | 2012 | 1. рунда |
| 1959 | Није учествовала      | 1978 | Није учествовала      | 1996 | Није учествовала      |      |          |
| 1962 | Није учествовала      | 1980 | Није учествовала      | 1998 | Није учествовала      |      |          |
| 1963 | Није учествовала      | 1982 | 2. место              | 2000 | Није се квалификовала |      |          |
| 1965 | Није учествовала      | 1984 | Није се квалификовала | 2002 | Није се квалификовала |      |          |
| 1968 | Није се квалификовала | 1986 | Није се квалификовала | 2004 | Није се квалификовала |      |          |
| 1970 | Није учествовала      | 1988 | Повукла се            | 2006 | 1. рунда              |      |          |
| 1972 | Није се квалификовала | 1990 | Повукла се            | 2008 | Није се квалификовала |      |          |
| 1974 | Повукла се            | 1992 | Није учествовала      | 2010 | Није се квалификовала |      |          |